# روبرت أبيلسون
روبرت أبيلسون (بالإنجليزية: Robert P. Abelson) هو إحصائي وعالم نفس أمريكي، ولد في 12 سبتمبر 1928، وتوفي في 13 يوليو 2005 بسبب مرض باركنسون.